# Алдаркінська сільська рада
Алда́ркінська сільська рада (рос. Алдаркинский сельский совет) — сільське поселення у складі Бузулуцького району Оренбурзької області Росії.
Адміністративний центр — село Алдаркіно.

## Населення
Населення — 415 осіб (2019; 488 в 2010, 623 у 2002).

## Склад
До складу сільської ради входять:
| Населений пункт      | Населення, осіб (2002) | Населення, осіб (2010) |
| -------------------- | ---------------------- | ---------------------- |
| Алдаркіно, село      | 536                    | 447                    |
| Дубовий Куст, селище | 87                     | 41                     |